# ناوشکن کلاس کالدوول
ناوشکن کلاس کالدوول (به انگلیسی: Caldwell-class destroyer) یک کلاس از کشتی است که طول آن ۳۰۸ فوت (۹۴ متر) می‌باشد.